# Joseph Saidu Momoh
Joseph Saidu Momoh (Binkolo, 26 de Janeiro de 1937 – Conacri, 3 de Agosto de 2003) foi um militar e político da Serra Leoa. O presidente Siasa Stevens nomeou em 1973 membro do parlamento e ministro de Estado, e, em 1980, comandante das Forças Armadas. Quando S. Stevens renunciou à presidência do partido único e do país, designou-o seu sucessor. Com a vitória nas eleições em 1985, assumiu o cargo de presidente. Em 1991, instaurou o multipartidarismo e no ano seguinte (1992) fugiu do país após um golpe militar.